# Xylocopa lieftincki
Xylocopa lieftincki är en biart som beskrevs av Remko Leys 2000. Xylocopa lieftincki ingår i släktet snickarbin, och familjen långtungebin. Inga underarter finns listade i Catalogue of Life.

## Bildgalleri

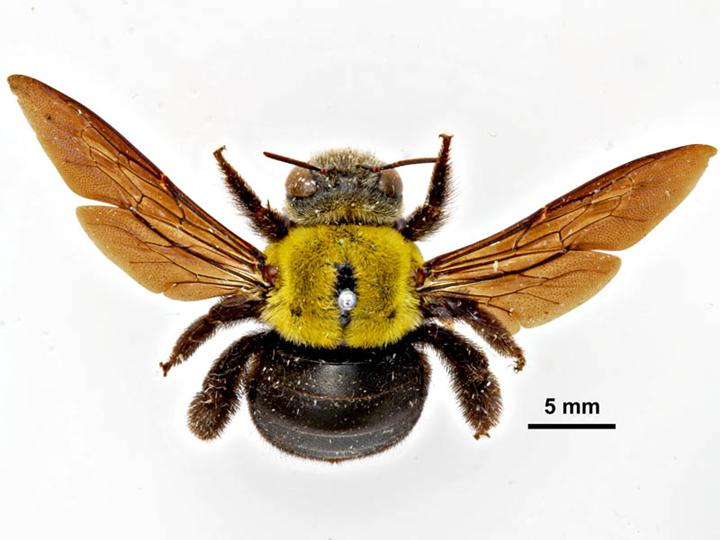
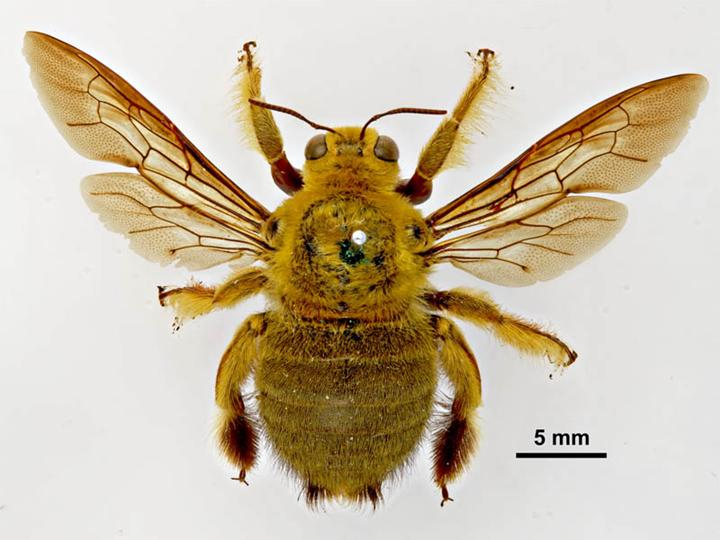